# Степной (Каменский район)
Степной — упразднённый посёлок в Каменском районе Ростовской области. На момент упразднения входил в состав Волченского сельсовета. В 2001 году исключен из учётных данных.

## География
Располагался на западе района, вблизи границы с Донецкой областью, в верховье балки Макарьевская (приток реки Большая Каменка), на расстоянии приблизительно в 6,5 км (по прямой) к северо-западу от хутора Волченский.

## История
Возник на месте полевого стана одного из сельскохозяйственных предприятий района. В 1965—1975 годы входил в состав Малокаменского сельсовета.